# فرانسیسکو فابرگاس بوسک
فرانسیسکو فابرگاس بوسک (اسپانیایی: Francisco Fábregas Bosch‎؛ زادهٔ ۱ ژوئیهٔ ۱۹۴۹) بازیکن هاکی روی چمن اهل اسپانیا بود.